# Harold la Rose
Harold la Rose (Suriname, 20 mei 1942 – Almere, 13 januari 2022) was een Surinaams karateka.

## Biografie
La Rose was aan het begin van de jaren 1970 in Nederland en beoefende karate op hoog niveau. Tijdens de Europese kampioenschappen karate van 1972 kwam hij in de gewichtsklasse tot 65 kg uit voor Nederland en behaalde hij de bronzen medaille. Dit was het eerste jaar dat hij in een lichtgewichtklasse kon vechten. Het jaar ervoor maakte hij indruk in een wedstrijd tegen de Franse zwaargewicht Dominique Valera toen er nog geen verdeling was in gewichtsklassen. Tevens kwam hij in 1972 voor Nederland uit op de wereldkampioenschappen karate.
In 1973 keerde hij terug naar Suriname; hij had inmiddels de 2e dan. Hier werd hij tevens actief in de taekwondo. Samen met Frank Doelwijt en Frank Agerkop was hij examinator voor zwartebandexamens taekwondo. Daarnaast was hij hoofdscheidsrechter tijdens wedstrijden.

## Palmares
- Europese kampioenschappen karate 1972